# Bürgermeisterei Kempenich
Die Bürgermeisterei Kempenich war eine von zunächst fünf, später sechs  preußischen Bürgermeistereien, in welche sich der 1816 gebildete Kreis Adenau im Regierungsbezirk Koblenz (damals „Regierungsbezirk Coblenz“) verwaltungsmäßig gliederte. Von 1822 an gehörte der Regierungsbezirk Koblenz, damit auch die Bürgermeisterei Kempenich, zu der in dem Jahr neu gebildeten Rheinprovinz. Der Verwaltung der Bürgermeisterei unterstanden neun Gemeinden.
1927 wurde die Bürgermeisterei Kempenich in Amt Kempenich umbenannt. Nach der Auflösung des Kreises Adenau im Jahre 1932 kam das Amt Kempenich zum Kreis Mayen. Aus dem Amt Kempenich entstand 1968 vorübergehend die Verbandsgemeinde Kempenich, die 1970 in der neu gebildeten Verbandsgemeinde Brohltal aufging.

## Gemeinden und zugehörige Ortschaften
Zur Bürgermeisterei Kempenich gehörten folgende Gemeinden (Stand 1885):
- Engeln, seit 1979 Ortsteil von Kempenich
- Hannebach mit den Weilern Heulingshof und Wollscheid, heute Ortsteil von Spessart
- Hausten mit dem Weiler Morswiesen
- Kempenich mit den Wohnplätzen Heidnerhof und Forsthaus Burg Kempenich
- Lederbach, heute Ortsteil von Hohenleimbach
- Spessart
- Wabern, heute Ortsteil von Weibern
- Weibern
- Wüstleimbach, 1916 umbenannt in Hohenleimbach

## Geschichte
Der überwiegende Teil der Gemeinden im Bürgermeistereibezirk Kempenich gehörten bis zum Ende des 18. Jahrhunderts zur Kurfürstentum Kurtrier (Amt Mayen) bzw. zur Herrschaft Kempenich. Im Jahr 1794 hatten französische Revolutionsheere das linke Rheinufer besetzt. Unter der französischen Verwaltung gehörte das Gebiet zum Arrondissement Bonn (Kanton Wehr), das dem Rhein-Mosel-Département zugeordnet war.

### Bürgermeisterei Kempenich
Aufgrund der Beschlüsse auf dem Wiener Kongress wurde 1815 das Rheinland dem Königreich Preußen zugeordnet. Unter der preußischen Verwaltung wurden im Jahr 1816 Regierungsbezirke, Kreise und Bürgermeistereien sowie zugehörige Gemeinden gebildet. Die Bürgermeisterei Kempenich gehörte zum Kreis Adenau im Regierungsbezirk Coblenz und von 1822 an zur damals neu gebildeten Rheinprovinz. Der Gebietsstand und die Gemeindezuordnung blieb in den folgenden 110 Jahren unverändert.

### Amt Kempenich
So wie alle Landbürgermeistereien in der Rheinprovinz wurde die Bürgermeisterei Kempenich 1927 in „Amt Kempenich“ umbenannt.
Aufgrund der „Verordnung über die Neugliederung der Landkreise“ vom 1. August 1932 wurde der Kreis Adenau zum 30. September 1932 aufgelöst. Das Amt Kempenich wurde dem Kreis Mayen zugeordnet. Aus dem Amt Kempenich entstand zum 1. Oktober 1968 vorübergehend die Verbandsgemeinde Kempenich, die am 7. November 1970 in der neu gebildeten Verbandsgemeinde Brohltal im Landkreis Ahrweiler aufging.

### Vorherige Zugehörigkeiten
Die nachfolgende Tabelle ermöglicht einen Überblick über die vorherigen Zugehörigkeiten der Gemeinden der Bürgermeisterei Kempenich:
| Gemeinde                     | Territorium vor 1792 | Kanton und Mairie vor 1815 | Kirchspiel um 1800 |
| ---------------------------- | -------------------- | -------------------------- | ------------------ |
| Engeln (Kempenich)           | Kurtrier Amt Mayen   | Wehr, Kempenich            | Kempenich          |
| Hannebach (Spessart)         | Herrschaft Olbrück   | Wehr, Kempenich            | Hönningen          |
| Hausten                      | Kurtrier, Amt Mayen  | Wehr, Kempenich            | Kempenich          |
| Kempenich                    | Kurtrier, Amt Mayen  | Wehr, Kempenich            | Kempenich          |
| Lederbach (Hohenleimbach)    | Kurtrier, Amt Mayen  | Wehr, Kempenich            | Kempenich          |
| Spessart                     | Kurtrier, Amt Mayen  | Wehr, Kempenich            | Kempenich          |
| Wabern (Weibern)             | Kurtrier, Amt Mayen  | Wehr, Kempenich            | Weibern            |
| Weibern                      | Kurtrier, Amt Mayen  | Wehr, Kempenich            | Weibern            |
| Wüstleimbach (Hohenleimbach) | Kurtrier, Amt Mayen  | Wehr, Kempenich            | Kempenich          |

## Statistiken
Nach der „Topographisch-Statistischen Beschreibung der Königlich Preußischen Rheinprovinz“ aus dem Jahr 1830 gehörten zur Bürgermeisterei Kempenich vier Dörfer, sechs Weiler, zwei einzeln stehende Höfe und vier Mühlen. Im Jahr 1817 wurden in den zugehörenden Gemeinden insgesamt 1.936 Einwohner gezählt; 1828 waren es 2.122 Einwohner, darunter 1.023 männliche und 1.099 weibliche; 2.095 Einwohner gehörten dem katholischen und sechs dem evangelischen Glauben an, daneben wurden 21 Juden gezählt.
Weitere Details entstammen dem „Gemeindelexikon für das Königreich Preußen“ aus dem Jahr 1888, das auf den Ergebnissen der Volkszählung vom 1. Dezember 1885 basiert. Im Verwaltungsgebiet der Bürgermeisterei Kempenich lebten insgesamt 2.629 Einwohner in 544 Haushalten; 1.335 der Einwohner waren männlich und 1.294 weiblich. Bezüglich der Religionszugehörigkeit waren annähernd alle Einwohner katholisch; acht waren evangelisch und sieben gehörten dem jüdischen Glauben an.
1885 betrug die Gesamtfläche der zur Bürgermeisterei gehörigen Gemeinden 4.504 Hektar, davon waren 2.128 Hektar Ackerland, 349 Hektar Wiesen und 1.217 Hektar Wald.